# Дражен Врх (Шентиль)
Дражен Врх (словен. Dražen Vrh) — поселення в общині Шентиль, Подравський регіон‎, Словенія.